# Polystichum lanceolatum
Polystichum lanceolatum là một loài thực vật có mạch trong họ Dryopteridaceae. Loài này được Baker mô tả khoa học đầu tiên năm 1880.